# Edwyn Owen
Edwyn Robert Owen (* 8. Juni 1936 in Minneapolis, Minnesota; † 5. Oktober 2007 in Topeka, Kansas) war ein US-amerikanischer Eishockeyspieler. Bei den Olympischen Winterspielen 1960 gewann er als Mitglied der US-amerikanischen Nationalmannschaft die Goldmedaille.

## Karriere
Edwyn Owen begann seine Karriere als Eishockeyspieler an der Harvard University, die er von 1955 bis 1958 besuchte, während er parallel für deren Eishockeymannschaft in der National Collegiate Athletic Association spielte. Anschließend verbrachte er zwei Jahre beim Team USA in dessen Olympiavorbereitung. Später besuchte er die Stanford Business School und schloss diese 1964 mit einem Master of Business Administration ab. Ende der 1960er Jahre verbrachte er aufgrund einer schweren Schizophrenie-Diagnose drei Jahre in einer geschlossenen Klinik. Zwar erholte er sich später etwas von seiner Erkrankung und war ab 1973 als Wirtschaftsprofessor an der Washburn University tätig, jedoch erlitt er weiterhin gelegentlich Schizophrenie-Attacken.
Im Jahr 2007 starb Owen unter ungeklärten Umständen und er wurde in seinem ausgebrannten Auto in einem Feld in der Nähe seines Wohnortes gefunden.

### International
Für die USA nahm Owen an den Olympischen Winterspielen 1960 in Squaw Valley teil, bei denen er mit seiner Mannschaft die Goldmedaille gewann.

## Erfolge und Auszeichnungen
- 1960 Goldmedaille bei den Olympischen Winterspielen